# Pierre Coquelin de Lisle
Henri Pierre Coquelin de Lisle (* 19. Juli 1900 in Lille; † 22. Juli 1980 in Ivry-sur-Seine) war ein französischer Sportschütze.

## Erfolge
Pierre Coquelin de Lisle nahm an den Olympischen Spielen 1924 in Paris teil, bei denen er im liegenden Anschlag mit dem Kleinkalibergewehr auf 50 m an den Start ging. Mit 398 Punkten stellte er einen neuen Olympiarekord auf und wurde Olympiasieger vor Marcus Dinwiddie und Josias Hartmann. Sehr erfolgreich verliefen für ihn auch die Weltmeisterschaften 1933 in Granada. Im stehenden Anschlag wurde er Weltmeister und gewann im knienden Anschlag die Bronzemedaille. In den Mannschaftskonkurrenzen dieser beiden Disziplinen sicherte er sich stehend Silber sowie kniend Bronze.